# Фаллай
Фаллай (нем. Valley) — община в Германии, в земле Бавария. 
Подчиняется административному округу Верхняя Бавария. Входит в состав района Мисбах.  Население составляет 2970 человек (на 31 декабря 2010 года). Занимает площадь 42,09 км².
Коммуна подразделяется на 19 сельских округов.